# 福岡和子
福岡 和子（ふくおか かずこ、1947年 - ）は、日本のアメリカ文学者、京都大学名誉教授。

## 来歴
京都大学英文科卒、同大学院修士課程修了。京都大学教養部助教授、京都大学大学院人間・環境科学研究科教授、2010年定年退官、名誉教授。
1995年『変貌するテキスト』で福原賞受賞。夫は福岡忠雄・関西学院大学教授。

## 著書
- 『変貌するテキスト：メルヴィルの小説』（英宝社、1995年）
- 『「他者」で読むアメリカン・ルネサンス：メルヴィル・ホーソーン・ポウ・ストウ』（世界思想社、2007年）

### 共編著
- 『悪夢への変貌 作家たちの見たアメリカ』（高野泰志共編著、松籟社、2010年）
- 『あめりかいきものがたり 動物表象を読み解く』（辻本庸子共編、臨川書店、2013年）

## 参考
- ISBN 978-4-7907-1275-6
- J-GLOBAL